# Bridgend (Wales)
Bridgend (Pen-y-bont ar Ogwr in het Welsh) is een stad in Zuid-Wales en is een onderdeel van de county borough Bridgend. Het stadje telt 39.429 inwoners.

## Economie
Het Amerikaanse automobielbedrijf Ford is een belangrijke werkgever. Er werken bijna 1700 mensen. Medio 2019 besloot Ford de motorenfabriek in 2020 te sluiten, maar het is nog niet duidelijk hoeveel banen hierbij verloren gaan. In de fabriek werden in 2018 zo'n half miljoen motoren geproduceerd, dat is een vijfde van de 2,7 miljoen automotoren die in het hele land werden geproduceerd. Jaguar Land Rover neemt motoren af, maar heeft besloten hiermee te stoppen in 2020. Het wegvallen van deze klant heeft mede geleid tot het besluit om de productie te staken.

## Zelfmoordgolf
Bridgend kwam in 2007/2008 in het nieuws doordat er in deze periode 24 jongeren van tussen de 15 en 28 jaar zelfmoord pleegden. Bijna allemaal kenden ze wel een iemand die hen was voorgegaan. Sommige van de Britse media spraken zelfs van een zelfmoordpact en zelfmoordgoeroes op het internet.

## Geboren
- Owen Teale (20 mei 1961), acteur
- Laura McAllister (10 december 1964), hoogleraar en sportbestuurder
- Jon Brown (27 februari 1971), langeafstandsloper

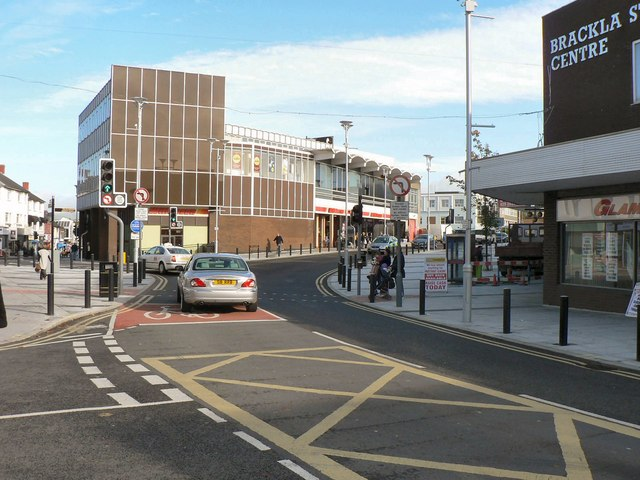
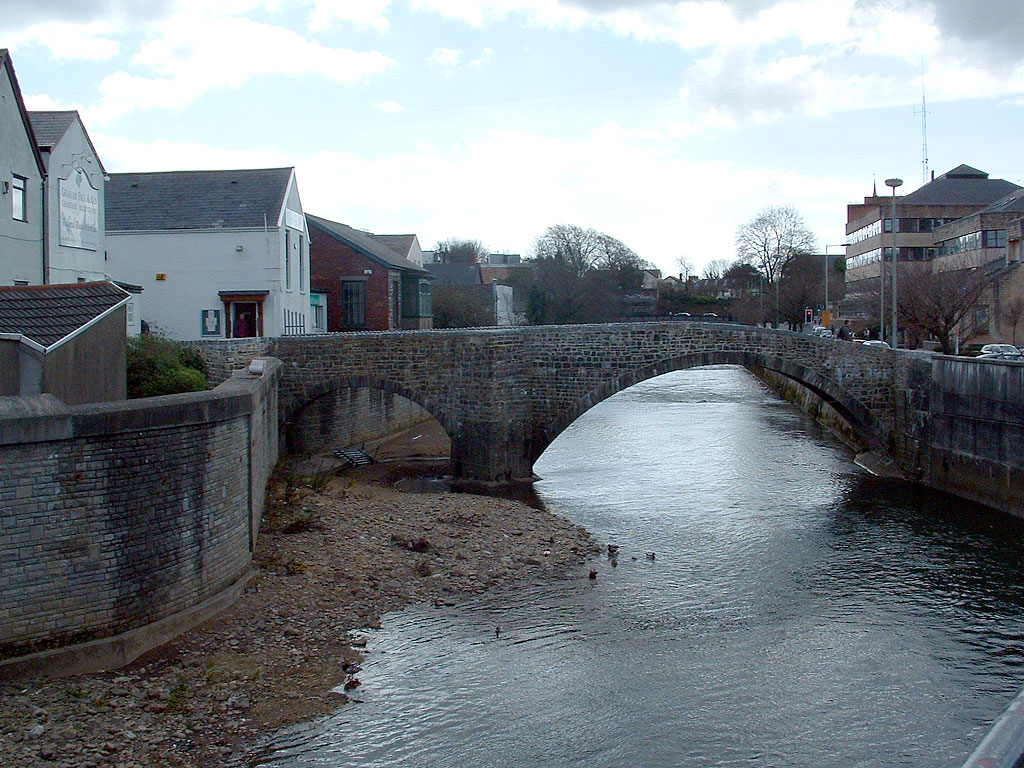
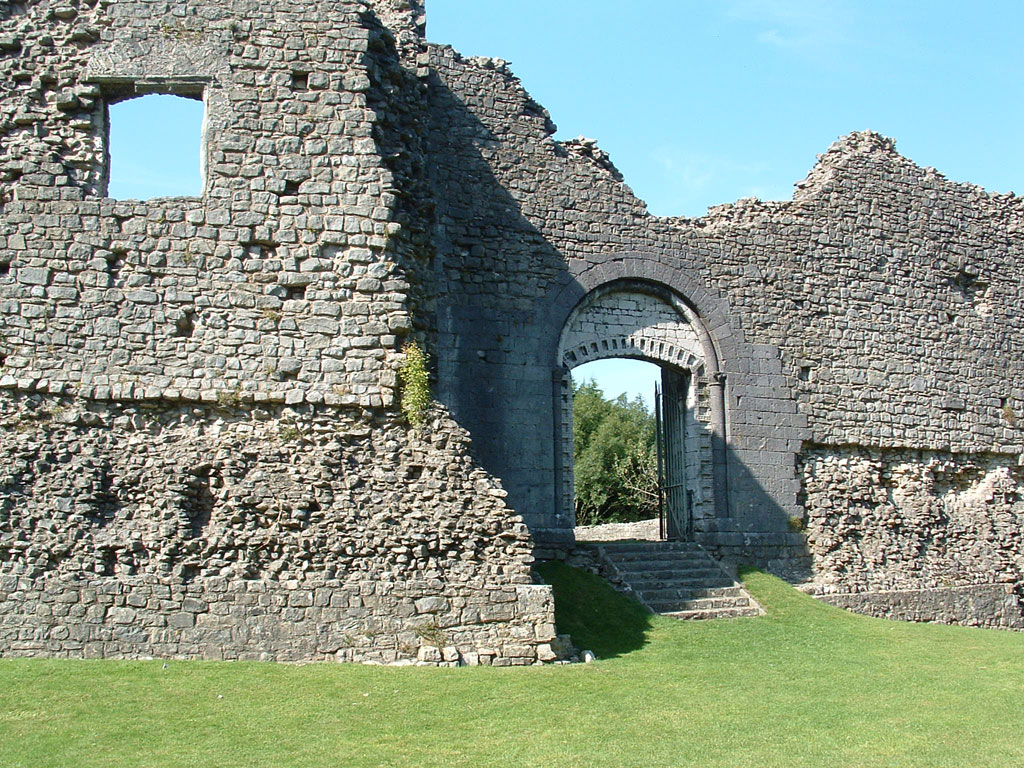
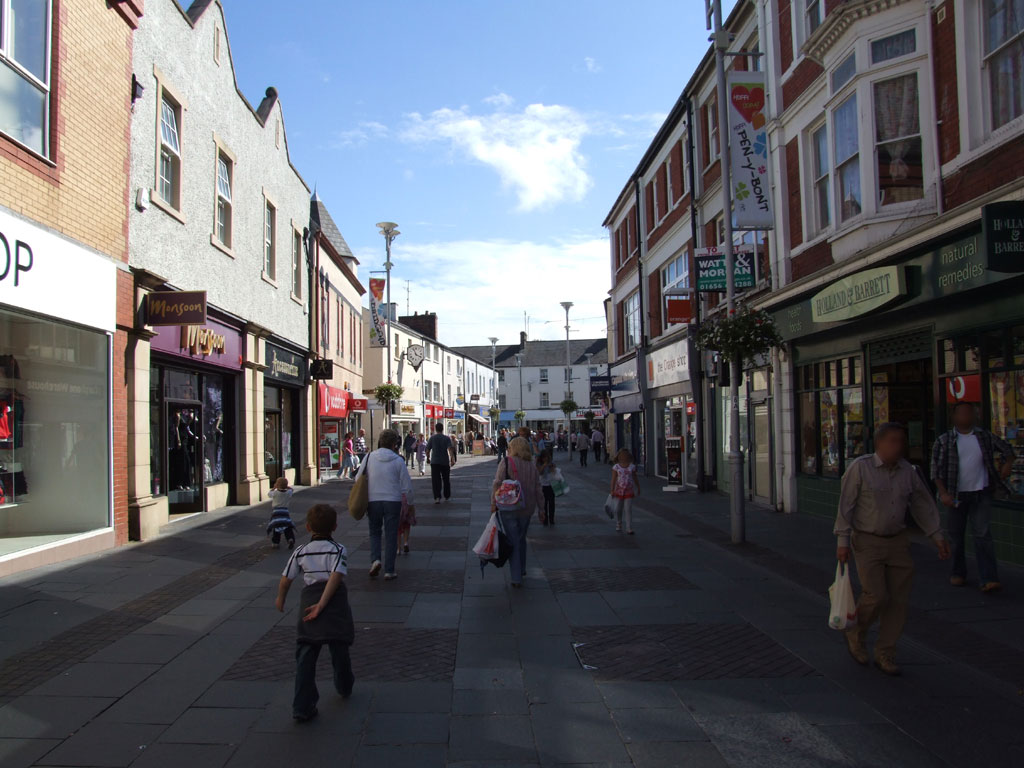
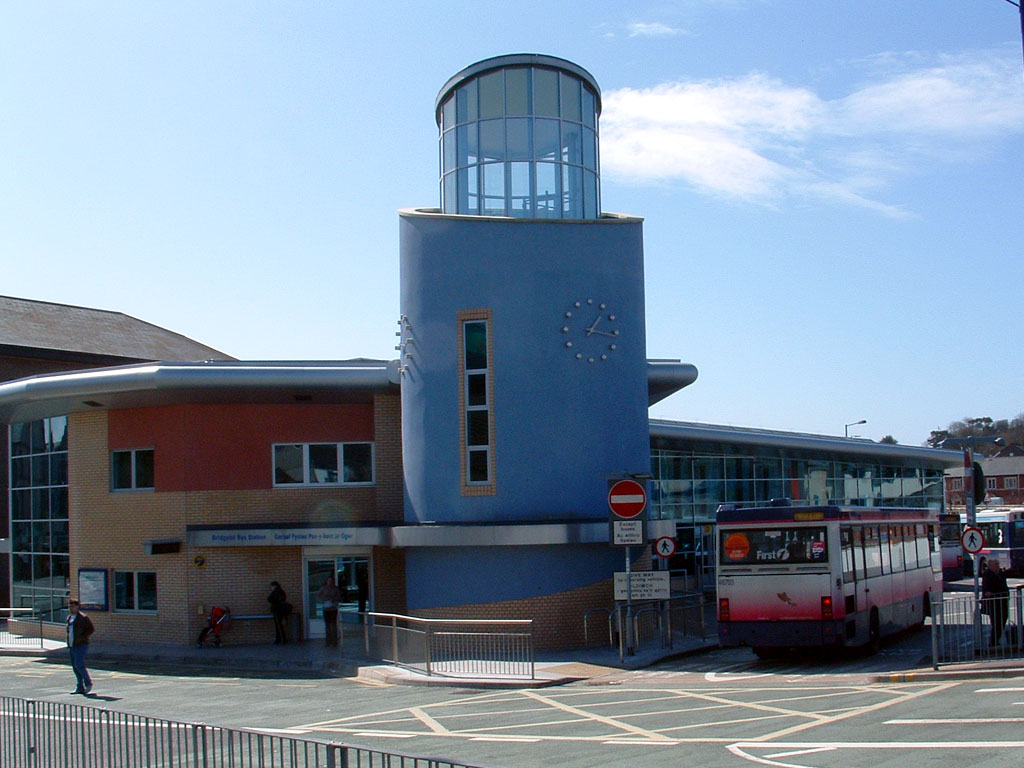
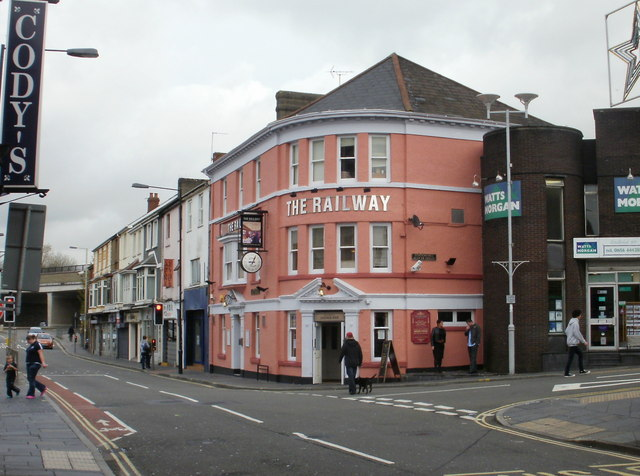